# 墓券
墓券又稱買地券、地券、幽券、買地莂，中國古代的隨葬明器，質料一般為方形或長方形的石、玉、磚、鉛或竹木，上面刻有或寫上文字。
中國人從1世紀至20世紀使用墓券，在宋元時期，許多墓葬都有墓券，現存墓券多來自10-14世紀。宋朝下令編輯的《地理新書》，對使用地券有專門記述，號召人們使用標準墓券。
墓券主要內容有三項：買地、鎮墓、解除。早期漢代的地券內容以買地為主，後來的則有鎮墓、解除之意，唐宋以後的墓券則又以買地為主。有些地區墓券只言買地，如六朝初期三吳地區；有些地區則只有鎮墓和解除內容，如敦煌、吐魯番。
人們相信，為死者造墓，先要向地下神明「買地」，確認死者墓地的使用權，已獲地下神靈認可，向地下諸神宣告用地的合法性。隨葬的墓券，就是與神靈交易的憑証。因此，有些墓券內容彷照真實的地契。其次，墓穴也許會佔用先死之人的墓地，或被後死者，乃至邪神惡鬼侵佔。墓券可保証死者在地下世界免於各種土地所有權的糾紛。如果在喪葬中沒有買地立契，就是「盜葬」，不僅對死者不利，還會殃及死者在世的家人。
在宋代，墓券通常一式兩件，一件在葬禮上向神靈誦讀，然後埋在舉行葬禮的祭壇神像面前的地下，第二件墓券則埋在棺槨之前。這表明一個墓券獻給神靈，一個留給死者保存，兩者各存有一份地契，將來若有「冢訟」，墓券就是死者權利的憑証。
鎮墓是指借用神靈的權威來震懾邪鬼，或強調生人與死者從此分居兩地，死者不要侵擾生人，或以文告形式通知地府官員接納死者入地。漢代墓券所憑借的神靈，多是天帝和北斗君。南北朝一些道士所製的墓券，則稱引太上老君。自漢代起，中國墓葬中往往也安置鎮墓石，以求「亡人安寧，生者福壽」。
解除是為死者或生人解除疾病和罪過，或以呪術將禍害轉移到他人身上（或轉移到隨葬的偶人身上），或解除因動土而觸犯土神帶來的災禍，或解除凶氣。
東漢時中原部份墓葬中還有鎮墓瓶。鎮墓瓶或作罐、甕、盆等，多為陶質容器，其表面或內壁寫有文字，稱鎮墓文、解注文。其後鎮墓、解注之意已歸併到墓券中，故中原地區不再使用鎮墓瓶。（但在六朝，西北地區仍有使用。）